# Schwedische Badmintonmeisterschaft 1956
Die Schwedische Badmintonmeisterschaft 1956 fand in Halmstad statt. Es war die 20. Austragung der nationalen Titelkämpfe im Badminton in Schweden.

## Titelträger
| Disziplin    | Sieger                                      |
| ------------ | ------------------------------------------- |
| Herreneinzel | Leif Ekedahl Göteborgs BK                   |
| Dameneinzel  | Berit Olsson MFF                            |
| Herrendoppel | Nils Jonson Stellan Mohlin AIK              |
| Damendoppel  | Inger Nilsson Berit Olsson MAI              |
| Mixed        | Bertil Glans Berit Olsson Halmstads BMK MFF |